# Leigh-Allyn Baker
Leigh-Allyn Baker est une actrice américaine née le 13 mars 1972 à Murray dans le Kentucky. Elle est notamment connue pour son rôle de Amy Duncan dans la série de Disney Channel Bonne chance Charlie, ainsi que pour celui d'Hannah Webster dans Charmed.

## Biographie

### Carrière
Elle a prêté sa voix pour des jeux vidéo comme X-Men et a participé à plusieurs émissions de télé-réalité.
Baker est aussi connue pour avoir joué Hannah Webster dans plusieurs épisode de la première saison de la série Charmed.
Elle a joué dans Hannah Montana et dans Bonne chance Charlie. Elle a également joué dans un épisode de la série Las Vegas. Elle est également la meilleure amie du couple Will et Grace dans la série éponyme.
Elle joue également dans le rôle d'une journaliste à la télévision dans la série télévisée Earl. Elle a aussi prêter sa voix au Disney's Circle of Stars.

### Vie privée
Elle est née à Murray, dans le Kentucky, et est la fille de Mike et Vicki Baker. Elle a un frère Chuck Baker, directeur de la société de pétrole du Kentucky.
Elle réside à Los Angeles et passe tout son temps libre avec son mari  Keith James Kauffman.
Elle a un premier enfant, Griffin né en 2009, et a un petit garçon qui est né en septembre 2012.

## Filmographie

### Télévision
- 1995 : Leprechaun 3 : une serveuse du casino
- 1998-1999 : Charmed : Hannah Webster
- 1998-2005 : Will et Grace : Ellen
- 1999 : Demain à la une : Kate O'Rourke
- 2001 : Oui, chérie ! : Stacey
- 2002 : That '70s Show : Debbie
- 2004 : Boston Justice : Frannie Huber
- 2004 : Las Vegas : Charlene
- 2005 : Dr House : Claire
- 2006 : Earl : Journaliste à la Télévision
- 2007 : In Case of Emergency : Maureen
- 2008 : 12 Miles of Bad Road: Marilyn Hartsong
- 2008-2010 : Hannah Montana: Mickey
- 2010-2014 : Bonne chance Charlie : Amy Duncan
- 2011 : Bonne chance Charlie, le film : Amy Duncan
- 2014: Doggyblog: la dresseuse de Stan (1 épisode) (Saison 2, épisode 14)
- 2015 : Ma Pire Journée (Disney Channel Original movie) : Liz, ex-policière

## Jeux vidéo
- 2007 : God of War II : Lachésis / Fille des bains publics 2